# Shiptonthorpe
 (septembre 2023).
Shiptonthorpe est une paroisse civile et un village du Yorkshire de l'Est, en Angleterre.